# Институт археологии имени А. Х. Маргулана
Институт археологии имени А. Х. Маргулана Комитета науки МНВО РК (каз. Ә.Х. Марғұлан атындағы Археология институты) — государственное учреждение Республики Казахстан, являющееся координирующим центром археологических исследований в стране. Подчинено Министерству науки и образования.

## История
У истоков развития археологии Казахстана стоят выдающиеся востоковеды и историки В. В. Бартольд, В. В. Радлов, П. И. Лерх, а также представители передовой русской интеллигенции. В становлении археологической науки республики велика роль советских археологов М. Е. Массона, С. П. Толстова, А. Н. Бернштама, М. П. Грязнова, С. С. Черникова, П. И. Борисковского, А. П. Окладникова, Л. Р. Кызласова, В. М. Массона.
Как самостоятельное научное направление обществоведения Казахстана археология сформировалась в системе созданной в 1946 году Академии наук Казахской ССР. С 1946 года Отдел археологии в составе Института истории, археологии и этнографии имени Ч. Ч. Валиханова создал свою школу, научную базу, воспитал специалистов, получены материалы, позволяющие поставить и решить принципиальные вопросы древней и средневековой истории Казахстана.
Период, который охватывает довоенное время и заканчивается концом 1960-х годов, характеризовался организацией крупных экспедиций, работами в зоне целинных земель, могильников эпохи бронзы в Центральном Казахстане, сакского могильника Бесшатыр в Жетысу. В это время проводили исследования А. Х. Маргулан, А. Г. Максимова, Е. И. Агеева, Г. И. Пацевич, Т. Н. Сенигова, К. А. Акишев, М. К. Кадырбаев, Х. А. Алпысбаев, Г. А. Кушаев, Ф. Х. Арсланов, В. И. Садомсков, А. М. Оразбаев.
Во второй половине 1960-х — 1980-е годы сложилось новое поколение археологов: Б. Н. Нурмуханбетов, Л. Б. Ерзакович, К. М. Байпаков, С. М. Ахинжанов, М. С. Мерщиев, С. Ж. Жолдасбаев, В. А. Грошев, Ж. К. Таймагамбетов, Ж. К. Курманкулов, А. К. Акишев, З. С. Самашев, Е. А. Смагулов, Т. В. Савельева, А. С. Ермолаева, Ю. А. Мотов, А. А. Макарова, Т. Н. Нурумов; нумизматов: Р. З. Бурнашева, В. Н. Настич.
Постановлением Кабинета министров Казахской ССР № 496 от 28 августа 1991 года и Постановлением Президиума АН КазССР № 73 от 6 сентября 1991 года был создан Институт археологии, которому было присвоено имя выдающегося ученого археолога, историка, этнографа, востоковеда, филолога, академика А. Х. Маргулана.
Создание в 1991 году самостоятельного Института было подготовлено всем ходом развития археологической и исторической науки в Казахстане, которая связана с изучением истоков развития народа, его далекому прошлому, культурному наследию как части мировой цивилизации. Институт является координирующим центром археологических исследований в стране.

### Руководители
- 1946—1953 акад. А. Х. Маргулан — первый руководитель отдела археологии АН КазССР
- 1953—1990 — д.и.н. К. А. Акишев — руководитель отдела археологии
- 1991—2010 академик НАН РК, д.и.н., профессор К. М. Байпаков — директор Института археологии им. А. Х. Маргулана
- 2010—2021 — академик НАН РК, д.и.н. Б. А. Байтанаев — Генеральный директор Института археологии им. А. Х. Маргулана
- с 2021 года — к.и.н. А. Онгар — Генеральный директор Института археологии им. А. Х. Маргулана КН МНВО РК

## Структура
Институт археологии им. А. Х. Маргулана имеет следующие отделы:
- Отдел урбанизации и номадизма. Руководитель — академик НАН РК, доктор исторических наук, профессор К. М. Байпаков;
- Отдел первобытной археологии. Руководитель — кандидат исторических наук Г. С. Джумабекова;
- Отдел эпохи античности и средневековья. Руководитель — доктор исторических наук Б. А. Байтанаев;
- Целевая научно-исследовательская лаборатория палеоантропологического изучения Казахстана (ЦНИЛПИК). Заведующий — к.и.н. Е. П. Китов[2].

Также у Института имеется филиал в г. Астане.

## Деятельность
За годы своей деятельности Институтом археологии им. А. Х. Маргулана достигнуты не только значительные результаты, разработаны и успешно реализуются новые направления, но и сформирована концептуальная основа для дальнейших археологических исследований в Казахстане. Организационная обеспеченность научных исследований регулируется Ученым советом. Работает Совет молодых учёных.
Институт археологии активно поддерживает и развивает международные связи, что находит своё отражение в совместных международных программах и проектах, в организации международных экспедиций, выставок, в совместных публикациях научных трудов, участия в работе международных симпозиумов, конференций.
Ежегодно в процессе археологического исследования памятников появляются новые материалы, несущие дополнительную информацию. Пополнение фондов и расширение информационного поля являются необходимым и обязательным звеном в процессе археологических исследований. Казахстанской археологией накоплена значительная источниковая база, позволяющая разрабатывать и совершенствовать типологию и классификацию памятников, выделять новые археологические культуры, хозяйственно-культурные типы, историко-культурные общности, успешно решать вопросы хронологии и периодизации. Археологические источники являются важнейшей основной для восстановления исторической картины древней и средневековой истории Казахстана в широких хронологических рамках от палеолита до позднего средневековья.
Проблема сохранения и изучения памятников археологии невозможна без организации целостной системы мер по их защите и использованию. В связи с этим Институт археологии предложил внедрить программу совершенствования мероприятий по выявлению археологических памятников, суть которой сводится к проведению археологической экспертизы предваряющей процессы строительства и хозяйственной деятельности.